# Helicodontium chloronema
Helicodontium chloronema är en bladmossart som beskrevs av C. Müller 1897. Helicodontium chloronema ingår i släktet Helicodontium och familjen Fabroniaceae. Inga underarter finns listade i Catalogue of Life.